# (2019) van Albada
(2019) van Albada est un astéroïde de la ceinture principale découvert le 28 septembre 1935 par l'astronome Hendrik van Gent. Sa désignation provisoire était 1935 SX1.
Il est nommé d'après l'astronome néerlandais Gale Bruno van Albada.
Un satellite lui a été découvert en 2019